# Andante d'un trio d'anches inachevé
L'Andante d'un trio d'anches inachevé est une œuvre composée par Albert Roussel en 1937, quelques jours avant sa mort.

## Présentation
L'Andante d'un trio d'anches inachevé est composé à Royan, en juillet-août 1937. L'œuvre consiste en un mouvement, Adagio ( = 48), à 
, pour hautbois, clarinette et basson, qui devait constituer le deuxième mouvement d'une œuvre plus large, un trio d'anches laissé inachevé en raison de la mort d'Albert Roussel, survenue le 23 août 1937. 
Le mouvement est complet mais ne comporte ni nuances ni phrasé notés. Une esquisse du troisième mouvement subsiste de la main du compositeur, complétée par Arthur Hoérée,. 
La partition est publiée sous ce titre d'« Andante d'un trio d'anches inachevé » en supplément de La Revue musicale de novembre 1937 (no 178),. 
La pièce est créée le 30 novembre 1937 à Paris, lors des auditions du mardi de La Revue musicale, au 70 avenue Kléber, par le trio d'anches de Paris : Myrtil Morel au hautbois, Pierre Lefebvre à la clarinette et Fernand Oubradous au basson. Sur le programme du concert, était indiqué : « 1re et seule audition de la dernière œuvre d'Albert Roussel. Cette œuvre publiée en supplément dans La Revue Musicale, ne sera jamais ni mise dans le commerce, ni rejouée au concert selon la volonté expresse de l'auteur »,.  
Le morceau, « au contrepoint plus austère que celui du Trio à cordes », pour Harry Halbreich, porte, dans le catalogue des œuvres du compositeur établi par la musicologue Nicole Labelle, le numéro L 75.  
La durée moyenne d'exécution de l'Andante d'un trio d'anches inachevé est de trois minutes environ.

## Discographie
- Albert Roussel Complete Chamber Music (3 CD), Hans Roerade (hautbois), Frank van den Brink (clarinette) et Jos de Lange (basson), CD 3, Brilliant Classics 8413, 2006.